# Payload
Payload fue una banda finlandesa de hard rock y heavy metal formada en 2008 en Helsinki por el guitarrista Vic Lausas y el vocalista Risto Sundberg. En verano de 2008 la banda fue completada con Toni Martin como bajista y posteriormente con Jontte como batería y Henna-Riikka Paakkola como teclista.

## Biografía

### Bad Coffee
Al poco tiempo de tener una alineación, la banda fue obligada a cambiar, aunque finalmente la formación se completó con el guitarrista Timo Ikonen, siendo además Toni reemplazado por Iikka Luhtamäki en invierno. La banda comenzó a centrarse en la grabación de una demo, la cual fue titulada como Bad Coffee y que fue lanzada el 3 de marzo de 2009. En abril la banda volvió a hacer algunos cambios, puesto que la teclista de la banda y el batería dejaron el grupo. Desde entonces Payload nunca ha vuelto a tener una teclista en sus filas. Durante el verano Iikka y Timo se fueron debido a problemas personales.

### Last Action Hero
En otoño de 2009 Payload encontró a Samuli Rova como nuevo batería, a Jari Rinnemäki como nuevo bajista y a Miro Aalto con la guitarra rítmica. Esta fue la primera alineación que usó la banda para sus primeros conciertos oficiales en la primavera de 2010.
El mismo año en otoño Payload lanzó su primera grabación oficial, un EP titulado Last Action Hero, embarcándose en varios conciertos, escenarios y competiciones. La banda tocó en algunos de los escenarios más importantes de Finlandia, como Semifinal, Loose y On the Rocks.

### Nueva alineación y grabación de un nuevo LP
El verano de 2011 fue otro punto de inflexión para la banda dado que los problemas personales forzaron la salida de Miro, Jari y Samuli. Tras las salidas, Jukka Linna como bajista y Marko Siira como batería completaron la banda, dejando vacante el puesto de guitarrista rítmico.
En la primavera de 2012 Jukka no pudo seguir en la banda, por lo que Iikka volvió como bajista. Al tener completa la alineación, la banda volvió al estudio de grabación y a los escenarios. Las grabaciones se hicieron para el LP lanzado en 2013, Odyssey Dawn. Antes del lanzamiento del disco, Marko sufrió problemas de salud, por lo que dejó la banda. Mika Mönkkönen fue su sustituto, aunque tras un par de meses la banda vio que no era el batería ideal para el estilo del grupo, fichando finalmente a Harri Bertula, batería actual.

### Odyssey Dawn
Tras el fichaje del batería en marzo, la banda publicó detalles del nuevo álbum y la fecha de lanzamiento del mismo. Posteriormente la banda tocó en abril en Lohja y días después, en Helsinki. A principios de mayo, la banda tocó en el open air festival de Estonia, Metall Möll, junto a bandas como Corpse Molester Cult y Fear of Domination. Finalmente la banda lanzó su primer álbum de estudio, titulado Odyssey Dawn, el 17 de mayo de 2013. El lanzamiento del álbum fue a escala mundial, dándose a conocer además en Japón tras lanzar la web de la banda en japonés. Sin embargo, el cantante Risto anunció  en abril a sus compañeros que dejaría la banda, aunque no antes de que la banda encontrase un sustituto. Finalmente el cantante Risto Sundberg anunció mediante una carta a sus fanes su despedida y su marcha de la banda. Ya en agosto el grupo empezó una gira europea titulada como Payload Odyssey Tour 2013. El grupo también tocó en Alemania y República Checa.

## Miembros

### Miembros actuales
- Vic Lausas - guitarrista
- Jouni Aaltonen - bajista
- Sami Toivonen - vocalista
- Sami Markula - batería

### Antiguos miembros
- Risto Sundberg - vocalista (2008-2013)
- Toni Martin - bajista (2008)
- Jontte - batería (2008-2009)
- Henna-Riikka Paakkola - teclado (2008-2009)
- Timo Ikonen - guitarrista (2008-2009)
- Iikka Luhtamäki - bajista (2009) y (2012-2013)
- Mikko Kattelus - batería (2009)
- Samuli Rova - batería (2009-2011)
- Jari Rinnemäki - bajista (2009-2011)
- Miro Aalto - guitarrista (2009-2011)
- Jukka Linna - bajista (2011-2012)
- Marko Siira - batería (2011-2012) y (2013 por Payload Odyssey Tour 2013)
- Mika Mönkkönen - batería (2012-2013)
- Harri Bertula - batería (2013)

## Discografía
- 2009: Bad Coffee - Demo
- 2010: Last Action Hero - EP
- 2013: Odyssey Dawn
- 2014: «Wasteland»

## Giras musicales
| Gira                      | Fecha                              | Lugar  |
| ------------------------- | ---------------------------------- | ------ |
| Payload Odyssey Tour 2013 | 4 de agosto - 20 de agosto de 2013 | Europa |